# Heinrich Hirschsprung
Heinrich Hirschsprung, född 7 februari 1836 i Köpenhamn, död där 8 november 1908, var en dansk konstsamlare och donator. Han var bror till Harald Hirschsprung.
Hirschsprungs förmögenhet, som härstammade från en av fadern grundad tobaksfabrik, började han vid mitten av 1860-talet använda för inköp av samtida dansk konst, särskilt målarkonst. Mot slutet av 1800-talet kom samlandet att planmässigt inrikta sig på hela den danska 1800-talskonsten, inte minst på den så kallade Guldalderskunsten. 1902 donerades samlingen av makarna Hirschsprung till danska staten och fem år senare påbörjades museibyggnaden Den Hirschsprungske Samling.